# Microrregión de Maceió
La Microrregión de Maceió está localizada en la Mesorregión del Este Alagoano, ambas localizadas en el litoral del  estado de Alagoas, la ciudad-polo es Maceió. Posee diez municipios.

## Municipios
- Barra de Santo Antônio
- Barra de São Miguel
- Coqueiro Seco
- Maceió
- Marechal Deodoro
- Paripueira
- Pilar
- Rio Largo
- Santa Luzia do Norte
- Satuba

- Datos: Q2154916